# Đội tuyển bóng đá bãi biển quốc gia Cộng hòa Séc
Đội tuyển bóng đá bãi biển quốc gia Cộng hòa Séc đại diện Cộng hòa Séc ở các giải thi đấu bóng đá bãi biển quốc tế và được điều hành bởi FAČR, cơ quan quản lý bóng đá ở Cộng hòa Séc. Trang chủ chính thức của bóng đá bãi biển Séc là http://www.plazovakopana.cz

## Đội hình hiện tại
Chính xác tính đến tháng 8 năm 2013
Ghi chú: Quốc kỳ chỉ đội tuyển quốc gia được xác định rõ trong điều lệ tư cách FIFA. Các cầu thủ có thể giữ hơn một quốc tịch ngoài FIFA.
| Số | VT | Quốc gia | Cầu thủ          |
| -- | -- | -------- | ---------------- |
| 1  | TM |          | Tomás Zidlicky   |
| 2  | HV |          | Jaroslav Kovarik |
| 5  | HV |          | Michal Salak     |
| 7  | TV |          | Martin Dlouhy    |
| 8  | TV |          | Michal Kubice    |

| Số | VT | Quốc gia | Cầu thủ                     |
| -- | -- | -------- | --------------------------- |
| 10 | TĐ |          | Martin Chalupa (đội trưởng) |
| 14 | TV |          | Lubomir Karda               |
| 17 | TĐ |          | Tomáš Hurab                 |
| 20 | TĐ |          | Tosovsky                    |
| 18 | TM |          | Petr Visek                  |

Huấn luyện viên: Michael Lukič

## Thành tích
- Thành tích tốt nhất tại Vòng loại giải vô địch bóng đá bãi biển thế giới khu vực châu Âu: Tứ kết
  - 2008